# HLA-G
HLA-G ist ein immunregulatorisches Protein aus der HLA-Ib-Familie, das heißt aus der Familie der nicht-klassischen humanen Leukozytenantigene der Klasse I. Seine Hauptfunktion ist die Immunmodulation, insbesondere während der Schwangerschaft, in der es natürliche Killerzellen und cytotoxische T-Zellen durch Bindung an inhibitorische (also aktivitätshemmende) Rezeptoren davon abhält, das Gewebe des Fetus anzugreifen.

## Gen und Protein
Das Gen für HLA-G liegt – wie die übrigen HLA-Gene – im Haupthistokompatibilitätskomplex (MHC) auf dem kurzen Arm von Chromosom 6. Im Unterschied zu den äußerst polymorphen klassischen humanen Leukozytenantigenen der Familie HLA-Ia (HLA-A und HLA-B) ist sein Polymorphismus begrenzt, d. h. es gibt nur wenige Allele (sog. Oligomorphie). Es gibt sieben Isoformen, darunter vier mit einer Transmembrandomäne, die folglich membrangebunden vorliegen (HLA-G1 bis HLA-G4), und drei lösliche, denen diese Domäne fehlt (HLA-G5, HLA-G6 und HLA-G7). Aus membrangebundenen Isoformen können zudem lösliche Proteine werden, wenn Metalloproteasen die Transmembrandomänen abspalten. Das fertige Protein besteht aus einer α-Untereinheit mit drei α-Domänen und ggf. einer Transmembrandomäne sowie einem angelagerten β2-Mikroglobulin. Einige der Isoformen können sich zu Dimeren zusammenlagern.

## Expression
Während fast alle Körperzellen HLA-Ia-Moleküle exprimieren, ist die Expression von HLA-G strikt begrenzt. Das Gen wird vor allem während einer Schwangerschaft in Trophoblastenzellen abgelesen, die sich in der Plazenta an der Grenze zwischen fetalem und mütterlichem Gewebe befinden. Auch an anderen sogenannten immunprivilegierten Orten, an denen Abwehrreaktionen gehemmt werden müssen, damit ein Organ oder Gewebe ordnungsgemäß arbeiten kann, trägt HLA-G zur Immunmodulation bei – etwa in der Hornhaut und in der Nagelmatrix. Die Zellen des Thymus und der Bauchspeicheldrüse, Monozyten und die Vorläuferzellen von Erythrozyten und Endothelzellen exprimieren ebenfalls HLA-G. 
Unter pathologischen Bedingungen wird HLA-G auch andernorts exprimiert, insbesondere in virenbefallenen Zellen oder in Tumoren. Auch in chronisch entzündetem Gewebe ist die HLA-G-Produktion erhöht, etwa in der Zerebrospinalflüssigkeit vieler Patienten mit Multipler Sklerose. Nach einer Transplantation kann ebenfalls örtlich HLA-G exprimiert werden, was die Abstoßungsreaktion dämpft.

## Mechanismus
Bereits die geringe Zahl der Allele weist auf einen grundlegend anderen Wirkmechanismus hin als bei den klassischen HLA-Molekülen: Während die hochgradig polymorphen HLA-A- und HLA-B-Moleküle zahllose unterschiedliche Antigene binden und sie auf der Oberfläche nahezu aller Zelltypen den cytotoxischen T-Zellen präsentieren, bindet HLA-G keine Antigene. Vielmehr binden sowohl die membrangebundenen als auch die löslichen Formen direkt an mindestens vier spezifische inhibitorische Rezeptoren auf verschiedenen Zellen des Immunsystems. So hemmen sie die Aktivität von natürlichen Killerzellen (NK-Zellen), cytotoxischen T-Zellen, B-Zellen und anderen antigenpräsentierenden Zellen wie Makrophagen.
Die Immunmodulation erfolgt auf mehreren Wegen. So werden etwa cytotoxische T-Zellen und natürliche Killerzellen inaktiviert und zur Apoptose, also zum programmierten Zelltod angeregt, CD4+-T-Zellen an der Vermehrung und B-Zellen an der Reifung gehindert. Durch die Hemmung der Entstehung und Aktivierung von entzündungsfördernden Typ-1-T-Helferzellen wird das Immunsystem in Richtung der Typ-2-T-Helferzellen polarisiert. Außerdem regt HLA-G die Bildung immuntoleranzfördernder regulatorischer T-Zellen und dendritischer Zellen an, die das entzündungshemmende Interleukin IL-10 ausschütten. Da IL-10 seinerseits die Expression von HLA-G fördert, kann es zu einer positiven Rückkopplung kommen, die die Entzündungshemmung stabilisiert. 

## Funktion unter physiologischen Bedingungen
Während der Schwangerschaft produziert der sogenannte Zytotrophoblast (ein Teil des Trophoblasten) HLA-G, das an inhibitorische Rezeptoren auf verschiedenen mütterlichen Immunzellen in der Plazenta, vor allem natürliche Killerzellen, bindet und so die Zerstörung des fetalen Gewebes verhindert. Dieses würde sonst wegen seiner zur Hälfte väterlichen Gene als semiallogenes Gewebe vom mütterlichen Immunsystem angegriffen. Außerdem regt das HLA-G den Um- und Ausbau des Blutgefäß-Netzwerks in der Gebärmutter an, das zur Nährstoffversorgung des Fetus nötig ist. Unterstützt wird HLA-G dabei von HLA-E und HLA-F, zwei weiteren, weniger gut erforschten Proteinen der HLA-Ib-Familie.

## Funktion unter pathologischen Bedingungen
Viele Tumoren tarnen sich gewissermaßen als Feten, indem sie HLA-G exprimieren, und werden folglich vom Immunsystem nicht attackiert, obwohl ihre sonstigen Oberflächenmarker sie als gefährlich ausweisen. Auch Viren können in ihren Wirtszellen eine HLA-G-Expression starten, damit die befallenen Zellen nicht vom Immunsystem zerstört werden.
Bei einigen chronischen Entzündungen und Autoimmunerkrankungen ist im Blut der Betroffenen entweder mehr oder aber weniger lösliches HLA-G nachzuweisen als bei Gesunden. Als Ursache kommen bestimmte Genvarianten infrage. Zum Beispiel ist bei einer Variante an einem Ende des Gens eine 14 Basenpaare lange Sequenz eingefügt, die bei der anderen Variante fehlt. Die Sequenz beeinflusst die Stabilität der Boten-RNA, die von der DNA abgelesen wird, und damit die Menge an neu produziertem HLA-G.
Bei Lupus erythematodes etwa ist das längere Allel häufiger vertreten als in der Allgemeinbevölkerung, und Patienten, die diese Variante von beiden Eltern geerbt haben, leiden unter stärkeren Symptomen als solche, die von einem Elternteil das kürzere Allel geerbt haben. Allerdings ist der bloße Nachweis von HLA-G in einem erkrankten Gewebe noch kein Nachweis einer Mitverursachung der Erkrankung. Insbesondere bei denjenigen Autoimmunerkrankungen, die durch autoreaktive Typ-1-T-Helferzellen geprägt sind, kann die HLA-G-Expression auch dazu dienen, die chronische Entzündung durch Hemmung der Typ-1-T-Helferzellen und eine Polarisierung in Richtung der Typ-2-Helferzellen zu dämpfen. Das gilt beispielsweise für Typ-1-Diabetes und Multiple Sklerose.